# Залатнаи, Шаролта
Шаролта Залатнаи (венг. Zalatnay Sarolta, имя при рождении Шарлотта Захер (нем. Charlotte Sacher), род. 14 декабря 1947 года, Будапешт, Венгрия) — венгерская поп-певица, актриса и писательница.

## Биография
Сразу после её рождения члены её семьи решили дать девочке венгерское имя — так Шарлотта Захер стала Шаролтой Залатнаи. 

Впервые Шаролта Залатнаи появилась на сцене в 1963 году. Первый ансамбль, в составе которой она выступала, был «Scampolo». В группу Шаролту привёл её школьный приятель Ласло Комар.
С 1965-го по 1966 годы была солисткой знаменитой венгерской рок-группы Bergendy.
В 1966 году заняла второе место в телевизионном конкурсе Táncdalfesztivál с песней Hol jár az eszem? («Куда уходят мои мысли?») В следующем году она выиграла этот конкурс, исполнив песню Nem várok holnapig («Не буду ждать завтрашнего дня») совместно с венгерской рок-группой Omega.
В 1968—1969 годах некоторое время жила в Париже и Лондоне, где познакомилась с участниками группы Bee Gees. Она выступала вместе с ними, а также с другими известными музыкантами — например, Эриком Клэптоном, Лайонелом Ричи, группой Beach Boys.
В 1971 году вновь заняла первое место на конкурсе Táncdalfesztivál с песней Fák, virágok, fény («Деревья, цветы, свет»).
До 1973 года выступала с венгерской группой Locomotiv GT, после чего стала выступать с другой группой, Skorpió.
Продолжает концертную деятельность.

## Дискография

### Альбомы
- Ha fiú lehetnék (Eredeti felvételek: 1970, 1966-70)
- Zalatnay (Pepita, 1971)
- Álmodj velem (с группой Locomotiv GT, Pepita, 1972)
- Sarolta Zalatnay (Supraphon, 1973, в 1978 также был выпущен фирмой Amiga)
- Hadd mondjam el (Pepita, 1973)
- Szeretettel (Pepita, 1975)
- Színes trikó, kopott farmer (Pepita, 1976)
- Minden szó egy dal (Pepita, 1978)
- Tükörkép (Pepita, 1980)
- Nem vagyok én apáca (Favorit, 1985)
- Privát levél (Ring, 1988)
- Ave Maria (Graf, 1989)
- Mindig kell egy barát (Warner-Magneoton, 1995)
- Fák, virágok, fény (Move Me, 1998)
- Visszajöttem (2003)
- Best of Cini (2006)
- Magadat vállalni kell (Delhusa, 2009)

### Синглы
- Sweet William / Zuhogj eső / There’s Part When Goin' On / Megszoktad már (EP, 1964, с группой Bergendy)
- Sweetheart / Magyar táncok (Bergendy instrumental) / Datemi un martello / Tavaszi hangok (Bergendy) (EP, 1965, с группой Bergendy)
- Viva la pappa col pomodoro / Let Kiss (Bergendy instr.) / Scrivi / Tango Bolero (Bergendy instr.) (EP, 1965, с группой Bergendy)
- Message Understood / Too Bad You Don’t Want Me (1966)
- Végre, hogy tavasz van (на стороне А, на стороне Б поет Жужа Матрай, 1966)
- Csöpp bánat / Sohse bánd (группа Bergendy, 1967)
- Táncdalfesztivál 1967 с песней Nem várok holnapig на стороне Б, на стороне А песня Kis butám, Pepita, 1967)
- Átölelsz Még (на стороне Б, на стороне А поет Жужа Конц, 1967)
- Óh, ha mílliomar lennék / Az ablakom a mennyországra néz (Qualiton, 1968)
- Tölcsért csinálok a kezemből / Hordár (Qualiton, 1968)
- Slágerkupa / Bolond Vagy (Qualiton, 1968)
- Zsákba dugom a bánatom / Feldobott kő (Qualiton, 1968)
- Open Your Hands / L.O.V.E. (Qualiton, 1968)
- Change of Heart / I Am a Woman (Qualiton, 1968)
- MRT-Táncdalfesztivál 1969 c песней Vén tükör (сторона А, на стороне Б поет Петер Миклоши, Pepita, 1969)
- Betonfej / Ozskár (Qualiton, 1969)
- Jőggi kapsugár / Lányok. ne sírjatok (с группой Bergendy, Qualiton, 1970)
- Táncdalfesztivál 1971 с песней Fák, viragók, fény / Sziklaöklű Joe (Pepita, 1971)
- Miért mentél el / Fekete árnyék (mit Locomotiv GT, Pepita, 1972)
- Patron dal / Rep-CO2 Song / Rep-CO2 Lied (EP, 1972)
- Tölcsért csinálok a kezemből / Nem vagyok én apáca (Pepita, 1977)
- Űgy elfe lejteném / Ne hagyj egyedül (1978)
- Szappanbuborék / Boldag Idők (Qualiton, 1982)
- Little Bird / Midnight (с Рэем Филлипсом, Favorit, 1984)

## Фильмография
- Nem várok holnapig (1967)
- Ezek a fiatolok (1967)
- Szép béanyok, ne sírjatok (1970, телевизионный фильм)
- Szép lányok, ne sírjatok (1971, мюзикл)
- Fuss, hogy utolérjenek (1972)
- A kenguru (1976, музыкальный фильм)
- Ez volt a divat, ez lett a divat (1999, телевизионный документальный фильм)
- Holnap történt (2009)
- Fényes Szabolcs: Volt egyszer egy zeneszerző (телевизионный фильм)
- Jani 65 (телевизионный фильм)
- Kedver közönség (телевизионный фильм)
- Ugye, hogy nem felejtesz el? (телевизионный фильм)

## Общественная деятельность
- В 1991 году стала членом совета венгерской Boldogság Párt (Партия счастья).
- В 1995 году была председателем Венгерского общества охраны животных и природы.

## Личная жизнь
В 1975 году вышла замуж за солиста группы Piramis Шандора Ревеса. Позже они развелись.
Во втором браке у неё родилась дочь Николетт (Никси) Бенедек (1987).
Третий муж — Мартон Чаба (1995). В 2004 году была приговорена к трем годам лишения свободы за уклонение от уплаты налогов. Их брак был расторгнут. Певица провела за решеткой шестнадцать месяцев, после чего была выпущена на свободу с испытательным сроком.

## Интересные факты
В 2001 году снялась в журнале Playboy (венгерское издание).